# Schickberg
Schickberg ist ein Wohnplatz in Oberodenthal in der Gemeinde Odenthal  im Rheinisch-Bergischen Kreis.

## Lage und Beschreibung
Schickberg ist eine Hoflage südlich von Hüttchen.

## Geschichte
Aus einer erhaltenen Steuerliste von 1586 geht hervor, dass die Ortschaft Teil der Honschaft Breidbach im Kirchspiel Odenthal war.
Schickberg gehörte zur Bürgermeisterei Odenthal im preußischen Kreis Mülheim am Rhein.
Der Ort ist auf der Topographischen Aufnahme der Rheinlande von 1824 als Scheibich und ab der Preußischen Uraufnahme von 1840 und späteren Messtischblättern regelmäßig als Schickberg oder ohne Namen verzeichnet.
| Jahr | Einwohner | Wohngebäude | Kategorie  | Politische / kirchliche Zugehörigkeit     |
| ---- | --------- | ----------- | ---------- | ----------------------------------------- |
| 1830 | 16        |             | Ackergut   | Bürgermeisterei Odenthal, Pfarre Odenthal |
| 1845 | 8         | 1           | Ackergüter | Bürgermeisterei Odenthal, Pfarre Odenthal |
| 1871 | 12        | 2           | Güter      | Bürgermeisterei Odenthal, Pfarre Odenthal |
| 1885 | 8         | 1           | Ortschaft  | Bürgermeisterei Odenthal, Pfarre Odenthal |
| 1895 | 7         | 1           | Ortschaft  | Bürgermeisterei Odenthal, Pfarre Odenthal |
| 1905 | 5         | 1           | Ortschaft  | Bürgermeisterei Odenthal, Pfarre Odenthal |